# ماركو بالثازار
ماركو بالثازار (بالبرتغالية: Marco António Burigo Balthazar‏) هو لاعب كرة قدم برازيلي، ولد في 14 مايو 1983 في بورتو أليغري في البرازيل. لعب مع نادي سيرفيت ونادي لوزان.

## وصلات خارجية
- ماركو بالثازار على موقع قاعدة بيانات كرة القدم.إي يو (الإنجليزية)
- ماركو بالثازار على موقع Soccerway.com (الإنجليزية)
- ماركو بالثازار على موقع عالم كرة القدم.نت (الإنجليزية)